# Gasturbinfartyg
Gasturbinfartyg, (GTS), är fartyg som framdrivs med hjälp av gasturbiner istället för traditionella dieselmotorer, ångturbiner eller ångmaskiner.
Gasturbinerna kan antingen driva vanliga propellrar, men vanligare är att de driver någon form av vattenjetaggregat.
Stena Carisma drivs av två svensktillverkade gasturbiner.